# Pyrausta

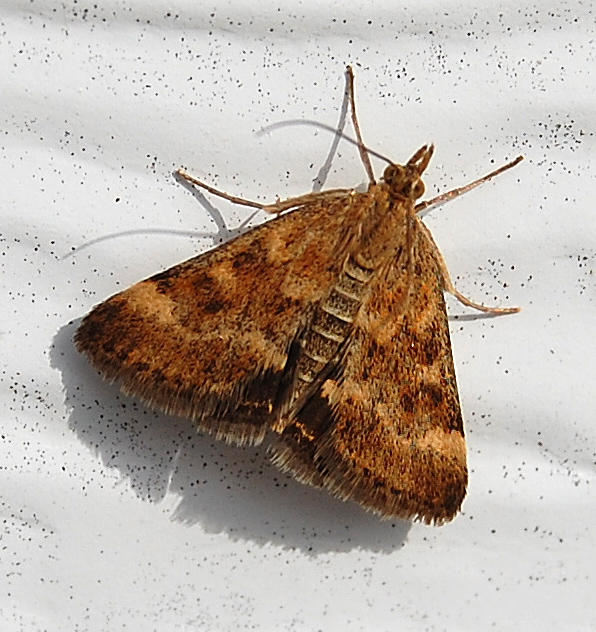
Olivenbrauner Zünsler (Pyrausta despicata)

Pyrausta ist eine Schmetterlings-Gattung aus der Familie der Crambidae. Sie ist innerhalb dieser Familie die Typusgattung der Unterfamilie Pyraustinae.

## Lebensraum
Zum Lebensraum der Arten von Pyrausta gehören Wiesen, Gärten und grasige Stellen.

## Lebensweise
Die Arten der Gattung Pyrausta haben sich eine Vielzahl von Futterpflanzen erschlossen. Die Raupen fressen gewöhnlich in Bodennähe in zusammengesponnenen Blättern der Futterpflanzen.

## Verbreitung
Die Gattung ist weltweit verbreitet.

## Taxonomie
Zur Gattung Pyrausta werden derzeit etwa 75 Arten gerechnet. In Europa wurden bisher 20 Arten nachgewiesen, 14 Arten kommen auch in Mitteleuropa vor.
- Pyrausta acontialis (Staudinger, 1859)
- Pyrausta aerealis (Hübner, 1793)
- Pyrausta amatalis Rebel, 1903
- Goldzünsler (Pyrausta aurata (Scopoli, 1763))
- Pyrausta castalis Treitschke, 1829
- Pyrausta cingulata (Linnaeus, 1758)
- Pyrausta coracinalis Leraut, 1982
- Olivenbrauner Zünsler (Pyrausta despicata (Scopoli, 1763))
- Pyrausta falcatalis Guenée, 1854
- Pyrausta limbopunctalis (Herrich-Schäffer, 1849)
- Pyrausta nigrata (Scopoli, 1763)
- Pyrausta obfuscata (Scopoli, 1763)
- Pyrausta ostrinalis (Hübner, 1796)
- Pyrausta pellicalis (Staudinger, 1871)
- Pyrausta porphyralis (Denis & Schiffermüller, 1775)
- Purpurroter Zünsler (Pyrausta purpuralis (Linnaeus, 1758))
- Pyrausta rectefascialis Toll, 1936
- Pyrausta sanguinalis (Linnaeus, 1767)
- Pyrausta trimaculalis (Staudinger, 1867)
- Pyrausta virginalis Duponchel, 1832